# Carbonífer
El Carbonífer és el període geològic que començà fa 358,9 ± 0,4 milions d'anys i s'acabà fa 298,9 ± 0,15 milions d'anys. Malgrat que les capes estratigràfiques de referència estiguin ben identificades, es manté una incertesa de fins a 2,5 milions d'anys en la datació. S'anomena així donat els importants jaciments de carbó, originats en aquest període, que es troben a Anglaterra i a Europa de l'Oest. El Carbonífer segueix el Devonià i precedeix el Permià.

## Subdivisions
| Permià | Cisuralià    | Asselià     | més recent  |
| Carbonífer | Pennsylvanià | Gjelià      | 303,7 ± 0,1 |
| Carbonífer | Pennsylvanià | Kasimovià   | 307,0 ± 0,1 |
| Carbonífer | Pennsylvanià | Moscovià    | 315,2 ± 0,2 |
| Carbonífer | Pennsylvanià | Baixkirià   | 323,2 ± 0,4 |
| Carbonífer | Mississippià | Serpukhovià | 330,9 ± 0,2 |
| Carbonífer | Mississippià | Viseà       | 346,7 ± 0,4 |
| Carbonífer | Mississippià | Tournaisià  | 358,9 ± 0,4 |
| Devonià | Superior     | Famennià    | més antic   |
| Subdivisió del sistema Carbonífer segons l'ICS.. Actualitzat amb la Taula Cronostratigràfica de l'ICS del 2013 |              |             |             |

El Carbonífer se subdivideix en dues èpoques, el Silesià i el Dinantià, hom també utilitza a vegades els noms de Carbonífer superior i inferior o les denominacions anglosaxones de Mississippià i de Pennsylvanià, tot i que no recobreixen exactament el Silesià i el Dinantià.
Els afloraments datats del Carbonífer a Europa i a Nord-amèrica consisteixen sovint en sèries repetides de calcàries, gresos, esquistos i carbó. A Nord-amèrica, els dipòsits de calcàries són àmpliament d'origen marí. Els dipòsits de carbó del Carbonífer han permès l'obtenció de bona part de l'energia necessària per iniciar la revolució industrial a Europa i continuen sent encara un recurs energètic important.
Els amplis dipòsits de carbó són deguts a dos factors:
- l'aparició d'arbres amb escorça i en particular aquells que tenien escorça llenyosa (lignificada), i la manca d'organismes que sabessin descompondre la lignina.
- el nivell de la mar, poc alt, comparat amb el que hi havia al Devonià, que va permetre l'extensió de vastos aiguamolls i boscos inundats a Amèrica del Nord i a Euràsia, de manera que molta fusta va restar confinada al fons (sense oxigen) sense poder ser descomposta pel metabolisme aeròbic (i més eficient) dels bacteris.

El confinament del carboni va conduir a l'augment de la concentració de l'oxigen de l'aire en una proporció superior al 80 per cent de la taxa actual. Aquest augment va produir incendis molt nombrosos i molt actius així com el gegantisme de certs insectes i amfibis on la mida està correlacionada i limitada per llur capacitat d'absorbir oxigen aeri (presenten un sistema respiratori traqueal difús que els ha permès un metabolisme molt actiu a condició de mantenir mides corporals molt petites).
Els continents de l'hemisferi sud van quedar aglomerats en el supercontinent de Gondwana que va entrar en col·lisió amb Lauràsia (Amèrica del Nord i Europa). A la mateixa època, Euràsia de l'est es va ajuntar amb Europa al llarg de la línia de l'Ural. A la fi del Carbonífer la major part de Pangea estava formada, exceptuant l'Àsia oriental que restava separada de les altres masses continentals.

## Vida

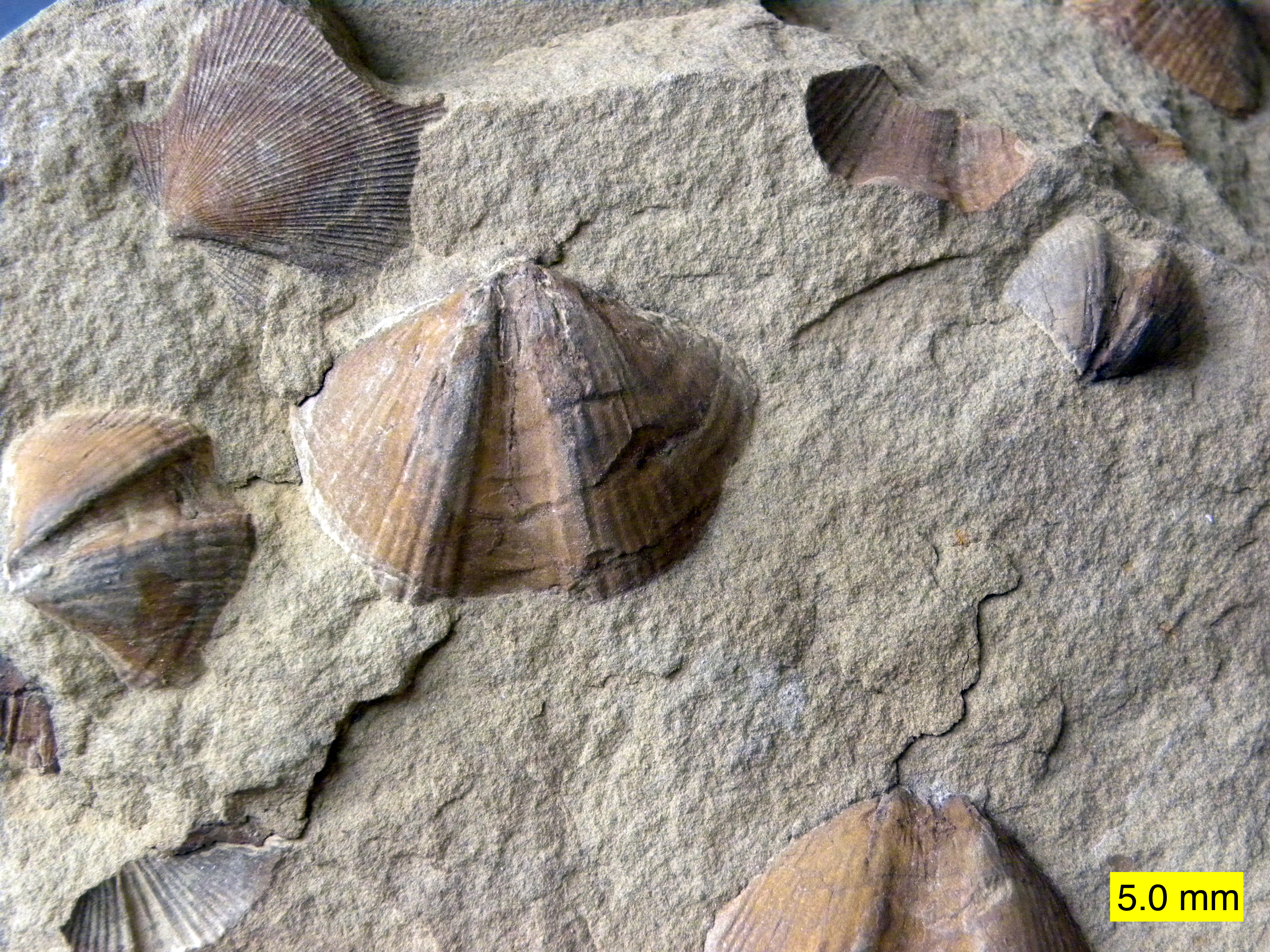
Aviculopecten i Syringothyris

Una de les grans innovacions evolutives del Carbonífer fou l'ou amniota, que va permetre la successiva explotació de la terra ferma per diversos tetràpodes. L'ou amniota va permetre que els avantpassats de les aus, els mamífers i els rèptils es reproduïssin a terra ferma, ja que evitaven la dessecació de l'embrió dins l'ou.